# Volkmar von Arnim
Pour les articles homonymes, voir Famille Arnim et Arnim (homonymie).
Le chevalier (Erdmann) Otto Volkmar von Arnim, né le 7 novembre 1847 à Zagórze en province de Poméranie et mort le 10 septembre 1923 à Kiel, est un officier de marine allemand qui fut Admiral en fin de carrière.

## Biographie

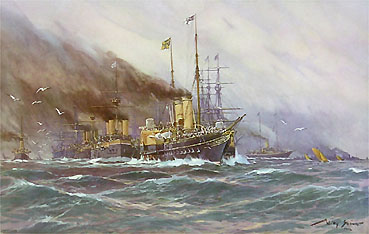
Tableau représentant le SMY Hohenzollern I

Son père et son grand-père étaient seigneurs du domaine de Moisefitz, près de Kolberg. Sa mère était née von Lettow-Vorbeck du domaine de Varschminshagen, près de Köslin.
Il entre le 15 juin 1863 dans la marine prussienne. Il navigue en tant que cadet de la marine sur les navires Niobe, Nymphe et Arcona et prend part à la guerre entre la Prusse et le Danemark, notamment à la bataille de Rügen. Il fait partie d'une unité de combat pendant la guerre franco-prussienne de 1870-1871 qui capture une canonnière française. Il est nommé lieutenant-capitaine en 1875.
C'est à partir de 1889 que sa carrière prend un tour nouveau, lorsqu'il devient commandant à bord du SMY Hohenzollern I, le yacht impérial, puis à partir de 1893 du SMY Hohenzollern II, poste qu'il occupe, jusqu'en septembre 1895. Il est nommé en 1899 à l'inspection de la formation des marins de la Kaiserliche Marine. Il prend sa retraite du service actif en 1907 et cet aristocrate proche de la famille impériale devient directeur du prestigieux Yacht Club impérial de Kiel et est nommé Admiral.
Il est enterré au cimetière du Nord (Kiel).

## Famille
Volkmar von Arnim épouse la fille du Generalmajor von Nordeck qui lui donne cinq enfants. Son fils aîné meurt au combat en février 1917, en tant que commandant d'un torpilleur. Son fils cadet meurt dans un accident d'avion en 1927. Une de ses filles était l'épouse du conseiller ministériel Röbbelen, au ministère de l'Économie, et l'autre d'un parent du Konteradmiral von Nordeck. 